# Stephen Calder
Stephen Calder, född den 1 december 1957 i Detroit, Michigan, är en kanadensisk seglare.
Han tog OS-brons i soling i samband med de olympiska seglingstävlingarna 1984 i Los Angeles.